# Опід

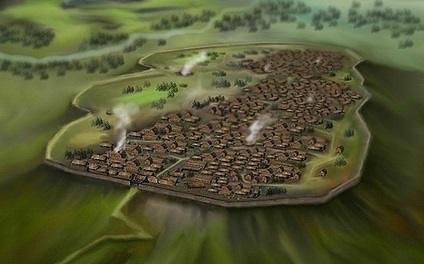
Опід

Опід, або опідум (лат. oppidum, «городище»; мн.: oppida) — у латинській мові назва укріпленого провінційного містечка, поселення, городища. Протиставлялося Риму, місту, що називалося Urbs; як загальна назва інколи позначало Афіни. Слово походить від ob-pedum — огороджений простір. Юлій Цезар називав опідумами значні кельтські поселення, що зустрічалися йому в Галлії. У наш час цим терміном називають великі доримські поселення Західної та Центральної Європи.

## За регіонами
- Португалія: Обідуш (Опід)
- Марокко: Ель-Ксар-ель-Кебір (Новий Опід; Oppidum Novum)